# Dæmonen
De Dæmonen (Nederlands: De Demoon) is een stalen achtbaan in het Deense attractiepark Tivoli Gardens. De achtbaan werd voor het publiek geopend op 16 april 2004.
De achtbaan is gebouwd door de bekende Zwitserse achtbanenbouwer Bolliger & Mabillard. De achtbaan kostte ongeveer €10 miljoen, waarmee het een van de duurste attracties van het park is in jaren. De Dæmonen is een Vloerloze achtbaan, een achtbaan die veel lijkt op de bekende "sit down coaster", maar dan zonder vloer, zodat de benen vrij zijn.
Dæmonen bevat een looping, een Immelman Loop en een Zero G Roll.

## Trivia
- De Dæmonen wordt gesponsord door Mazda. Het is de enige gesponsorde attractie in het park.